# Kutyaösszeesküvés
A Kutyaösszeesküvés (eredeti cím: Pups Alone) 2021-ben bemutatott amerikai karácsonyi filmvígjáték, melyet Brandon Burrows és Jason Gruich forgatókönyvéből Alex Merkin rendezett. A főbb szerepekben Dolph Lundgren Jerry O’Connell, Jennifer Love Hewitt, Rob Schneider, Danny Trejo és Malcolm McDowell látható.
Az Amerikai Egyesült Államokban 2021. november 19-én mutatták be a mozikban.

## Cselekmény
Robert, a tehetséges feltaláló és lánya karácsony előtt új környékre költözik. Azonban megérkezésükkor Robert célpontként találja magát az ármánykodó szomszéd, Victor és agresszív kutyái között. Miután felfedezi Robert legújabb találmányát, Victor felbérel két ügyetlen tolvajt, hogy ellopják azt, nem is sejtve, hogy a szomszéd kutyái összefogtak a rablók megfékezése érdekében.

## Szereplők
| Szerep               | Színész              | Magyar hang       |
| -------------------- | -------------------- | ----------------- |
| Victor               | Dolph Lundgren       | Jakab Csaba       |
| Pultos               | Keith David          | Varga Tamás       |
| Benny                | Nicholas Turturro    | Kerekes József    |
| Bill vezérigazgató   | Eric Roberts         | Kőszegi Ákos      |
| Duewrong rendőrtiszt | Brandon Burrows      |                   |
| Holly                | Sara Lindsey         | Ágoston Katalin   |
| Robert               | Tyler Hollinger      | Bodrogi Attila    |
| Jenna                | Isadora Swann        | Bak Julianna      |
| Szerep               | Eredeti hang         | Magyar hang       |
| Gidget               | Jennifer Love Hewitt | Gyöngy Zsuzsa     |
| Jose                 | Rob Schneider        | Háda János        |
| Vinnie P             | Danny Trejo          | Dézsy Szabó Gábor |
| Oliver               | Malcolm McDowell     | Albert Gábor      |
| Charlie              | Jerry O’Connell      | Karácsonyi Zoltán |

### Magyar változat
- Magyar szöveg: Kálmán Judit
- Hangmérnök: Zakar Sándor
- Vágó: Győrösi Gabriella
- Gyártásvezető: Masoll Ildikó
- Szinkronrendező: Vadász Bea
- Produkciós vezető: Jávor Barbara

A szinkront a Direct Dub Studios készítette el.

## A film készítése
A forgatás 2017 nyarán kezdődött. 2020 novemberében jelentették be, hogy Jennifer Love Hewitt, Keith David és Eric Roberts szerepet kapott a filmben. 2021 márciusában Rob Schneider, Dolph Lundgren és Nicholas Turturro csatlakozott a szereplőgárdához. Még ugyanebben a hónapban Danny Trejo, Malcolm McDowell és Jerry O’Connell is csatlakozott a stábhoz.

## Bemutató
A film 2021. november 19-én került a mozikba. Ezt követően 2021. november 23-án jelent meg Video on Demand platformon, digitálisan és DVD formátumbban.

## Fogadtatás
A film általánosságban negatív véleményeket kapott a kritikusoktól. A Rotten Tomatoes weboldalon 0%-os minősítést kapott 2 kritika alalpján, az átlagos értékelése 3,4 pont a 10-ből. Tara McNamara, a Common Sense Media munkatársa ötből két csillagot adott a filmre.